# Джессіка Г'юїтт
Джессіка Г'юїтт (англ. Jessica Hewitt; нар. 9 жовтня 1986) — канадська ковзанярка, що спеціалізується на шорт-треку, олімпійська медалістка. 
Срібну олімпійську медаль Джессіка виборола в складі канадської команди на Іграх 2014 року в Сочі в естафетній гонці на 3000 метрів. 